# Arnim Teutoburg-Weiß

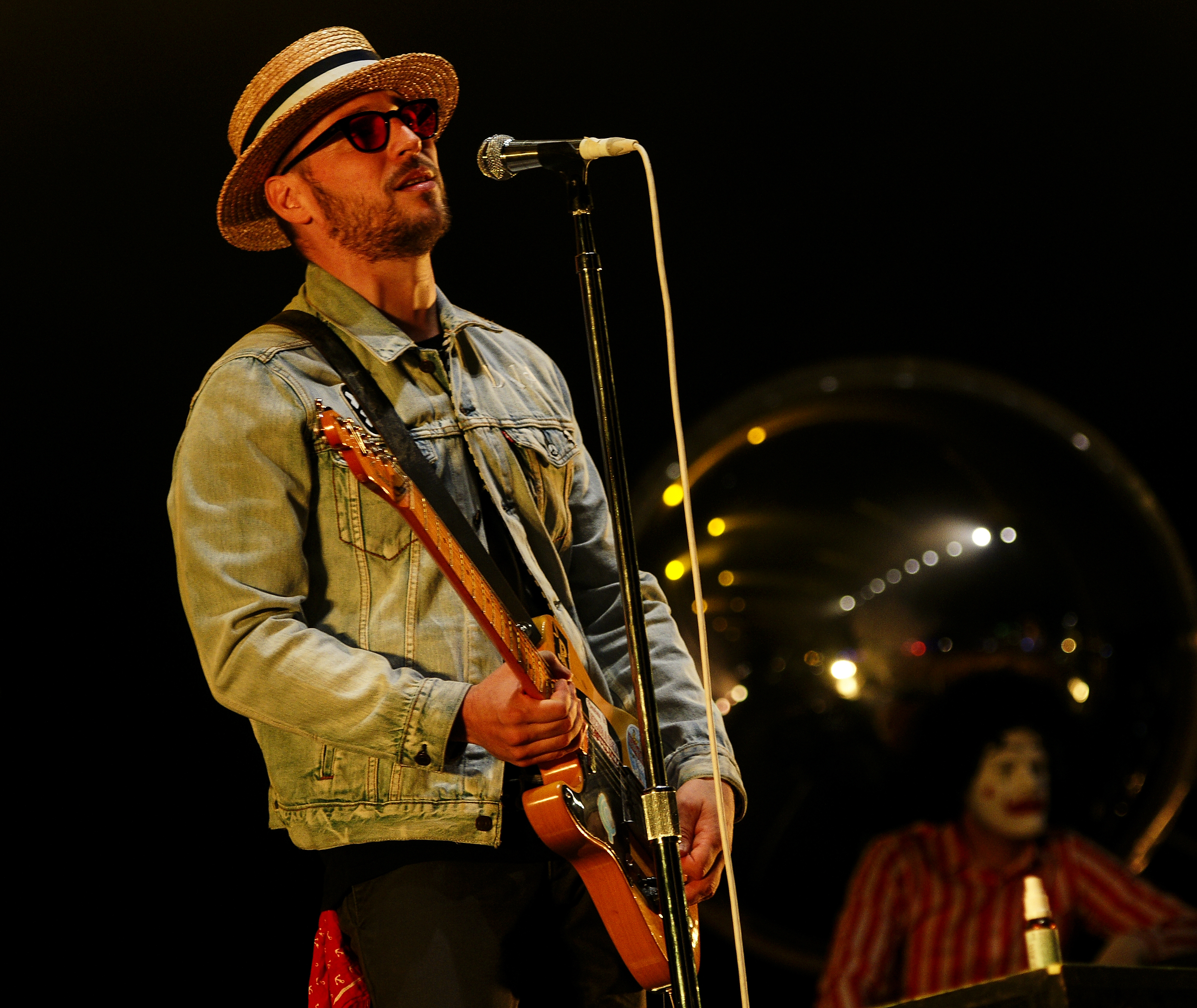
Arnim Teutoburg-Weiß (2015)

Arnim Teutoburg-Weiß (* 29. Juni 1974 in Berlin) ist ein deutscher Musiker. Er ist Sänger und Gitarrist der Berliner Rockband Beatsteaks. Mit seinem Bandkollegen Torsten Scholz bildet er außerdem das DJ-Team Fra Diavolo.

## Leben
Teutoburg-Weiß stammt aus einer Artistenfamilie und besuchte in seiner Kindheit eine ostdeutsche Artistenschule. Diese brach er ab und machte eine Lehre zum Kaufmann im Einzelhandel in einem Sportartikelladen. Anfang der 1990er-Jahre fing er an, Gitarre zu spielen und gab dafür sein Hobby, den Fußball, auf.
1995 lernte er die Band Beatsteaks kennen, indem er von seinem Freund in deren Proberaum in der Alten Schönhauser Straße 48/49 in Berlin mitgenommen wurde. Er war begeistert und wurde zum Gitarristen und Frontmann. Mit dem Album Smack Smash erreichte die Band 2004 den kommerziellen Durchbruch.
2017 arbeitete Teutoburg-Weiß erneut unter dem Namen Teutilla mit dem Rapper Marteria zusammen. Der Titel Aliens erreichte im März 2017 die deutschen Single-Charts. Bereits auf dessen viertem Album Zum Glück in die Zukunft war er mit einem Gastbeitrag beim Song Alles Verboten vertreten. Auf dem Album da nich für! von Dendemann aus dem Jahr 2019 trug Teutoburg-Weiß (ebenfalls unter dem Namen Teutilla) zum Titel Zeitumstellung bei.
Teutoburg-Weiß ist Vater einer Tochter.

## Equipment
Teutoburg-Weiß ist Linkshänder und spielt deswegen entsprechende Gitarren, darunter auch eine Gibson SG und eine Gretsch White Falcon. Eine weiße Fender Telecaster (mit zahlreichen Stickern) gehört auch dazu.